# 佩雷利克角

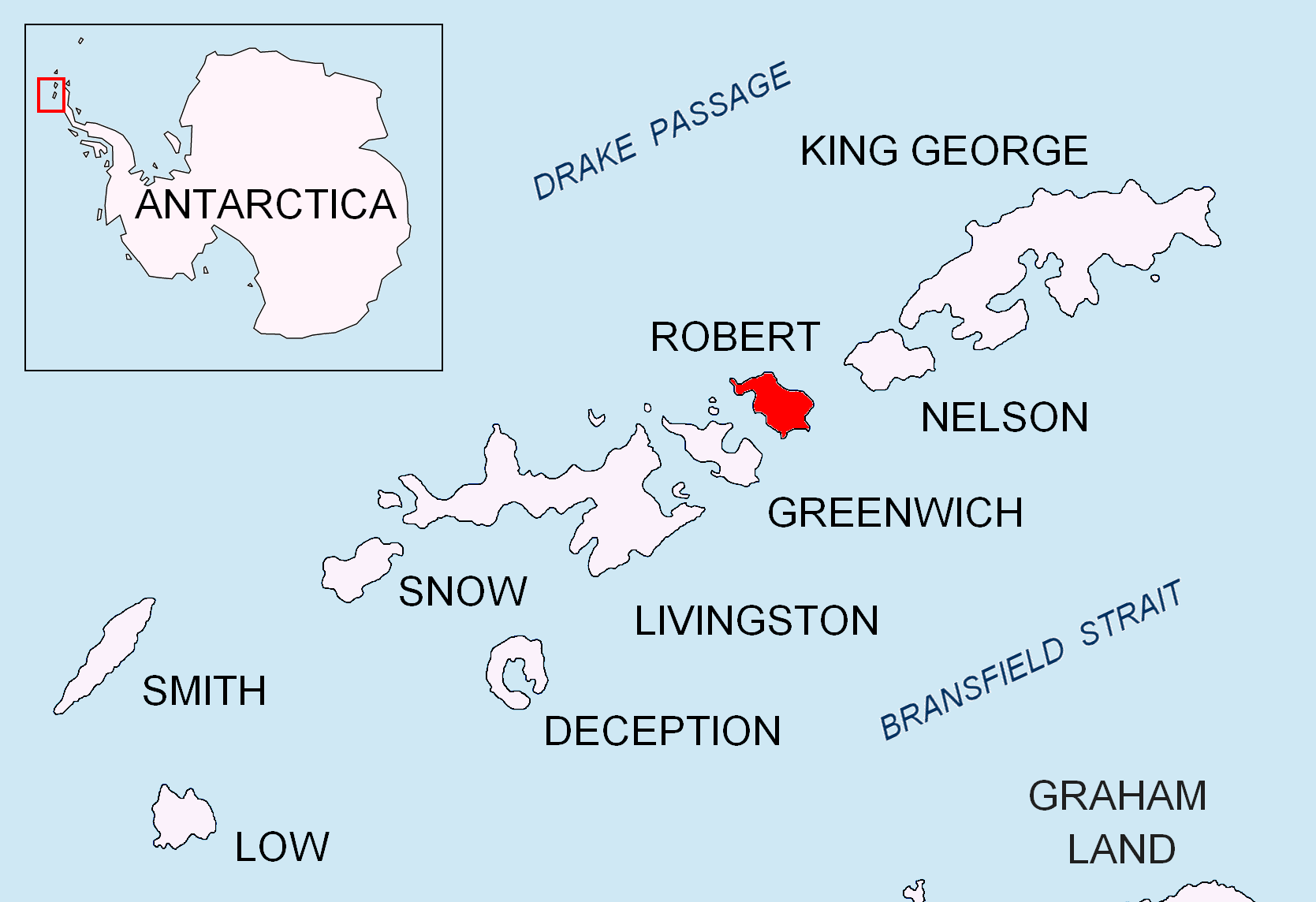

佩雷利克角是南極洲的海岬，位於南設得蘭群島中羅伯特島東岸，處於基臣角西北面1.4公里和斯米爾寧斯基角東南面1.2公里，以保加利亞南部的山峰命名。
62°22′33″S 59°21′43″W / 62.37583°S 59.36194°W

## 外部連結
- Perelik Point. （页面存档备份，存于） SCAR Composite Antarctic Gazetteer.